# Gatón del Bierzo
Graf Gatón del Bierzo (* im 9. Jahrhundert; † vermutlich 866) war einer der ersten und unter diesen der bekannteste Graf des Bierzo. Er spielte eine führende Rolle bei der Reconquista und Wiederbevölkerung (Repoblación) von Galicien, des Bierzos, Leóns und Zamoras.

## Herkunft
Die am weitesten akzeptierten Überlegungen zu Gatóns Herkunft sehen ihn als Sohn von Ramiro I., an zweiter Stelle der Thronfolge nach seinem Bruder Ordoño I. andere Autoren sehen ihn als Schwager Ordoños. Er zeugte sechs Kinder, drei davon in erster Ehe mit Egilo:
- Bermudo Gatónez, Graf von Torres
- Hermesenda Gatónez[2] ⚭ Hermenegildo Gutiérrez (mächtiger galicischer Adliger, Majordomus von Alfons III., Herzog von Galicien und Eroberer von Coimbra. Ihre Tochter, Munia Elvira, wurde die Frau von Ordoño II.)
- Savarico, Bischof von Mondoñedo.

## Graf Gatón in Reconquista und Repoblación
Die maurische Invasion der Iberischen Halbinsel stürzte das Bierzo in eine ernsthaft demografische und wirtschaftliche Krise, bis im Jahr 850 Ordoño I. Graf Gatón aufgrund seines Prestiges beauftragte, die Region zurückzuerobern und wieder zu bevölkern. Diesem Unternehmen schlossen sich Kastilier, Asturier und Mozaraber an.
Ausgehend vom Nordwesten des Bierzo (Die Legende lässt ihn in Paraxis im Municipio Balboa aufbrechen.) unternahm er verschiedene militärische Expeditionen mit dem Ziel, die Gebiete des Bierzo, Leóns und Zamoras zu kontrollieren. Er erreichte dieses Ziel für das Bierzo in Gänze und in León und Zamora zu weiten Teilen.
Seine Rolle bei der Repoblación dieser Regionen erfüllte er, wenn man bedenkt, dass er große Teile von León und Zamora mit Bercianos, den Einwohnern des Bierzos, besiedelte. 854 wurde ihm die Wiederbesiedlung Astorgas übertragen, bezeugt durch ein Dokument von 878, das Gatón vor dem „populus de Bergido“, dem Volke des Bierzos, stehend erwähnt.
Später wurden unter seiner Regie weitere Städte und Dörfer wiederbesiedelt. Wenn sich eine Gruppe gleicher Herkunft zusammen niederließ, führen die Ortsnamen teils heute noch die Ursprungsregion: San Pedro Bercianos, Bercianos del Real Camino, Bercianos del Páramo (Provinz León); Bercianos de Vídriales, Bercianos de Valverde und Bercianos de Aliste (Provinz Zamora).